# Auguste Jacot (prêtre)
Pour les articles homonymes, voir Jacot.
Auguste Jacot (1845-1919) est un prêtre lorrain de la seconde moitié du XIXe siècle, auteur de plusieurs publications germanophiles durant l’Annexion allemande. Il reçut la croix de l’Aigle rouge avec couronne, en septembre 1892.

## Biographie
Marie Charles Auguste Jacot naît à Metz je 2 juin 1845, dans une famille catholique pratiquante. D’abord clerc de notaire à Metz, Auguste souhaite entrer au séminaire de Metz, mais la guerre franco-allemande de 1870 l’en empêche. 
Après l’annexion de la Moselle en 1871, il opte pour la nationalité française et entre au séminaire d’Alger. Ordonné prêtre, Auguste Jacot retourne en métropole en 1876, où il est d’abord nommé vicaire à Vagney. Puis il est nommé curé de Rélanges, dans les Vosges, en 1878. Homme de caractère, l’abbé Jacot connait ses premiers démêlés avec les élus de la Troisième République.
Après le décès de Paul Dupont des Loges, et la nomination d’un nouvel évêque, François-Louis Fleck, il obtient sa mutation en Moselle, dans le nouveau district de Lorraine. Naturalisé Allemand en 1887, Auguste Jacot est nommé curé de Fèves, commune du pays messin. Il gardera cette fonction jusqu’en 1898, malgré de nombreux différends avec la municipalité en place. L’église de Fèves est alors restaurée par l’architecte de la cathédrale de Metz, Paul Tornow.
Bien que francophone, Auguste Jacot n’hésite pas à prendre position en faveur du pouvoir impérial allemand, s’attirant les foudres de la presse française et des réactionnaires germanophobes. En 1887, il publie notamment Opinion de Quiquengrogne, dans lequel il attaque le député protestataire Jules-Dominique Antoine. Ses publications lui valent en revanche l’estime des autorités d'Alsace-Lorraine et de la presse allemande. Son courage politique fut justement récompensé par l’empereur Guillaume II, qui lui octroie la croix de l’Aigle rouge avec couronne, de 4e classe, en septembre 1892. 
En 1898, Auguste Jacot se retire à Villé dans le Bas-Rhin, puis au couvent des capucins à Koenigshoffen, où il décède le 7 février 1919.

## Publications
- Auguste Jacot, À Sa Majesté l'empereur Guillaume II. En pays annexé…, impr. Lang frères, Metz, 1891[5].
- Auguste Jacot, Vingt ans après !, K. J. Trübner, Strasbourg, 1894[6].